# Sisymbrium confertum
Sisymbrium confertum là một loài thực vật có hoa trong họ Cải. Loài này được Steven ex Turcz. miêu tả khoa học đầu tiên năm 1854.